# Raffi (żagiel)
Raffi – mały, trójkątny żagiel stawiany w szczególnych sytuacjach na samej górze fokmasztu szkunera. Rozpięty jest pomiędzy topem a nokami bryfokrei. Do jego rozpięcia niezbędne jest najpierw podniesienie na maszt samej bryfokrei. Stosowany jest przy stałym i słabym pełnym wietrze. Raffi należy do żagli nietypowych dla tradycyjnego osprzętu żaglowca.
Więcej informacji znajdziesz pod hasłem bryfok.